# Сан-Томас-ди-Акину (Минас-Жерайс)
Сан-Томас-ди-Акину (порт. São Tomás de Aquino) — муниципалитет в Бразилии, входит в штат Минас-Жерайс. Составная часть мезорегиона Юг и юго-запад штата Минас-Жерайс. Входит в экономико-статистический микрорегион Сан-Себастьян-ду-Параизу. Население составляет 7568 человек на 2006 год. Занимает площадь 277,546 км². Плотность населения — 27,3 чел./км².

## История
Город основан 20 июля 1985 года. 

## Статистика
- Валовой внутренний продукт на 2003 год составляет 30 449 704,00 реалов (данные: Бразильский институт географии и статистики).
- Валовой внутренний продукт на душу населения на 2003 год составляет 4089,40 реалов (данные: Бразильский институт географии и статистики).
- Индекс развития человеческого потенциала на 2000 год составляет 0,753 (данные: Программа развития ООН).